# Рок (окръг, Минесота)
Вижте пояснителната страница за други значения на Рок.
Окръг Рок (на английски: Rock County) е окръг в щата Минесота, Съединени американски щати. Площта му е 1251 km², а населението - 9483 души. Административен център е град Лъвърн.